# Schweizerischer Innovationspark
Der Schweizerische Innovationspark (SIP, Parc suisse de l’innovation, PIS) ist ein Wissenschaftspark mit sechs Standorten in der Schweiz. Heute besteht Switzerland Innovation aus einem Netzwerk mit der nationalen Stiftung Switzerland Innovation sowie den sechs eigenständigen Standortträgern Switzerland Innovation Park (SIP) Basel Area, SIP Biel/Bienne, SIP Innovaare, SIP Ost, SIP West EPFL und SIP Zurich. Mit zehn weiteren, den Standortträgern angeschlossenen Standorten ist Switzerland Innovation an insgesamt 16 Standorten schweizweit vertreten. 23 Kantone sind im Rahmen der föderalistischen Struktur bei Switzerland Innovation engagiert.

## Geschichte
Aufgrund des starken Anteils der Privatwirtschaft im Bereich der Wirtschafts- und Forschungsförderung gab es immer wieder Bestrebungen, auch ein staatliches Instrument zu haben, das über reine Finanzierung hinaus konkrete Standortpolitik betreibt.
Schon 2006 wurde über eine Stiftung Forschung Schweiz nachgedacht. In Folge gab es die Motion Einrichtung eines Parc d'innovation suisse (NR 07.3582) durch die FDP-Liberale Fraktion, die per 19. September 2007 angenommen wurde.
Mit der Totalrevision des Forschungs- und Innovationsförderungsgesetzes wurde 2012 die gesetzlichen Grundlagen für die Unterstützung des Bundes geschaffen (32–34 FIFG). Dabei waren wegen der föderalen Struktur der Schweiz mehrere Standorte vorgesehen. Auf Basis der offen gelassenen Umsetzung erarbeitete die Konferenz kantonaler Volkswirtschaftsdirektoren (VDK) eine Startkonfiguration, die 2014 vom Bundesrat gutgeheissen wurde.  Diese umfasste, nachdem insgesamt acht kantonale Vorschläge geprüft worden waren, zwei Standorte im Umfeld der beiden Eidgenössischen technischen Hochschulen (ETH) in Zürich und in Lausanne, und wurde anfangs unter der Bezeichnung Nationaler Innovationspark (NIP, Parc national d‘innovation PNI) geführt. Im Mai 2015 beschloss der Bundesrat einen weiteren Standort in Biel-Bienne.  Mit 6. März 2015 wurde von Privaten die privatrechtliche Stiftung Swiss Innovation Park als Dachorganisation und für die Entwicklung weiterer Standorte geschaffen, die seit 2016 als Switzerland Innovation firmiert.
Im Zuge der Begründung wurde der Innovationspark auch als „Schweizer Silicon Valley“ bezeichnet,  es gab aber auch kritische Stimmen, die von einem „Illusionspark“ und der Gefahr eines reinen „politischen Lippenbekenntnis“ sprachen. Auch die Verteilung auf mehrere Standorte wurde als Problemfeld der „Verzettelung“ gesehen.
Das Generationenprojekt Switzerland Innovation (SI), der Schweizerische Innovationspark, wurde am 18. Januar 2016 als gemeinsame Initiative von öffentlichen Institutionen, Wissenschaft und Privatwirtschaft offiziell lanciert.

## Organisation

### Finanzierung und öffentlich-private Kompetenzregelung
Im Sinne einer Zweckgesellschaft der öffentlich-privaten Partnerschaft (ÖPP, Public-private-Partnership PPP) ist der Schweizerische Innovationspark in privater Trägerschaft und wird vom Staatssekretariat für Bildung, Forschung und Innovation ohne operative Beeinflussung gefördert. Das umfasst die Bereitstellung eines Rahmenkredits von 350 Millionen Franken zur Verbürgung zweckgebundener Darlehen, sowie die Abgabe von Grundstücken im Eigentum des Bundes, jedoch prinzipiell ohne Verzicht auf Baurechtszinsen.
Die Stiftung soll als Netzwerk- und Marketingorganisation für einen gemeinsamen Auftritt dienen. Sie trifft aber keine Ansiedlungsentscheide. Diese liegen in der Autonomie der lokalen Standortträger. Die Stiftung wird durch etliche Schweizer Wirtschaftsverbände und Unternehmen finanziert. Dazu gehören der schweizerische Wirtschaftsdachverband economiesuisse, der Fachverband Maschinen-, Elektro- und Metallindustrie swissmem, Finanzinstitute wie Swiss Re, Credit Suisse, UBS, und Firmen primär aus dem Chemiesektor.
Die Standorte selbst sind eigenständige Rechtspersonen. Die baurechtlichen Verträge vor Ort werden zwischen den Bau- und Liegenschaftsorganen des Bundes und den einzelnen Standortkantonen abgeschlossen.

### Kontroll- und Leitungsorgane der Stiftung Switzerland Innovation
Die wichtigsten Stiftungsorgane sind:
- Stiftungsrat als oberster Organ der Stiftung: Sorgt für Wahrung des Stiftungszwecks, übt die Oberaufsicht über die Tätigkeiten der Organe der Stiftung aus, trifft Entscheidungen. Er wird mit Vertretern des Bundes, der Kantone und der Privatwirtschaft besetzt
- Stiftungsratsausschuss: Rechtlicher und geschäftlicher Vertreter.
- Geschäftsstelle:: Für die operative Tätigkeit.
- Revisionsstelle: Für die Finanzkontrolle; in Absprache mit der Eidgenössischen Finanzkontrolle bestimmt.

Weiters besteht:
- Wirtschaftsbeirat als beratendes Gremium: aus je einem Mitglied der Gönnerfirmen; nominiert die Vertreter der Privatwirtschaft im Stiftungsrat; kann zu einzelnen Geschäften Stellung beziehen.

### Standorte des Schweizerischen Innovationsparks
Der Schweizerische Innovationspark umfasst folgende Standorte (Stand April 2016):
- Switzerland Innovation Park Basel Area in Allschwil BL[21]
- Switzerland Innovation Park Biel/Bienne in Biel/Bienne BE[22]
- Switzerland Innovation Park Innovaare  in Villigen AG (beim Paul Scherrer Institut)[23]
- Switzerland Innovation Park Ost in St. Gallen[24]
- Switzerland Innovation Park West EPFL in Lausanne (im Umfeld der EPF/ETH Lausanne)[25]
- Switzerland Innovation Park Zurich in Dübendorf ZH  (im Umfeld der ETH Zürich)[26]

## Aufgaben und Agenden

### Ziele des Schweizerischen Innovationsparks
- die Realisierung erfolgreicher Forschungs- und Entwicklungskooperationen zwischen privaten Unternehmen, den Schweizer Hochschulen sowie weiteren Forschungspartnern;
- die Generierung von Forschungs- und Entwicklungsinvestitionen aus dem In- und Ausland; die Ansiedlung von Firmen und Forschungspartnern aus dem In- und Ausland, welche Arbeitsplätze schaffen und neue marktfähige Produkte, Dienstleistungen und Prozesse entwickeln;
- die Schaffung einer Plattform zur beschleunigten Umsetzung von Forschungsresultaten in marktfähige Lösungen;
- die Schaffung von attraktiven Rahmenbedingungen für Forschungsgruppen und Start-Ups als Katalysatoren für die Ansiedlung etablierter Firmen;
- die Sicherung der Attraktivität und Wettbewerbsfähigkeit durch klare Kompetenzprofile an den Standorten sowie durch exzellente Rahmenbedingungen und Dienstleistungen.

### Innovationsbereiche
Switzerland Innovation beschäftigt sich mit folgenden Innovationsbereichen:
- Health & Life Sciences,
- Energy, Natural Resources & Environment,
- Manufacturing & Materials Robotics,
- Computer & Computational Science,
- Mobility & Transportation

### Aufgaben der Stiftung Switzerland Innovation
Switzerland Innovation soll folgende Aufgaben wahrnehmen:
- Die internationale Positionierung und Vermarktung von Switzerland Innovation auf der Basis von attraktiven Angeboten, die durch die Standorte nach einheitlicher Systematik definiert werden;
- Die Unterstützung der Standorte mit Finanzierungslösungen; durch den Einsatz der Bundesbürgschaft sowie durch die Schaffung von Finanzierungsinstrumenten in Zusammenarbeit mit der Finanzindustrie;
- Die Koordination und Vernetzung der Standorte und die Sicherstellung einer effizienten Zusammenarbeit mit den Bundesstellen sowie die Gewährleistung einer kohärenten Dachmarke;
- Die Sicherstellung einheitlicher Qualitätsstandards an den Standorten auf der Basis des VDK-Kriterienkatalogs[11] und deren Weiterentwicklung im Rahmen kontinuierlicher Verbesserungsprozesse.